# 비스타 변환 팩
비스타 변환 팩(Vista Transformation Pack)은 윈도우 XP, 윈도우 서버 2003, 윈도우 2000의 겉 모습을 윈도우 비스타처럼 꾸며 주는 프로그램들이 모여 있는 유틸리티이다. 윈도우 비스타 그래픽 사용자 인터페이스를 따라하는 것이다. 윈도우 에어로 기능은 이 팩의 일부분이 아니며, 스타독의 윈도블라인즈라는 제품을 구매하거나 True Transparency라는 프로그램을 사용하여 투명한 에어로를 따라할 수 있다. 최신 버전은 9.0.1까지 나와 있다.
변환 팩을 제작한 공식 웹사이트에 따르면, 윈도우 XP 서비스팩 3용 변환 팩은 2008년 6월에서 7월 사이에 개발될 예정이라고 언급하고 있다.